# 元欣
元欣（？—？），字慶乐，河南郡洛阳县（今河南省洛阳市东）人，魏献文帝拓跋弘之孙，使持节、散骑常侍、司空、司州牧、车骑大将军、广陵惠王元羽之子，北魏宗室、官员，西魏八柱国之一。

## 生平
元欣性格粗俗轻率，喜好饲养鹰犬。魏孝明帝元诩初年，元欣出任通直散骑常侍、北中郎将，又出任冠军将军、荆州刺史，转任征虏将军、齐州刺史。元欣在荆州和齐州很得人心，又出任征东将军、太仆卿。
孝昌三年（527年），齐州平原县百姓刘苍生、刘钧、房须等人作乱，攻克郡县，屡次击败齐州官军。元欣想逼迫正在为父亲守丧的房士达担任将领，房士达以礼节坚决推辞。元欣于是命令房士达的朋友冯元兴对房士达说：“如今全州境的人都跟从逆贼，贼人兴盛起来，如果他们攻陷州城，你家难道能独自保全？既然穷困到如此地步，怎么能顾及礼教呢？”房士达不得已应招，率领外城的州民两千多人东西讨伐，将逆贼全部击败。
建义元年五月丁巳朔（528年6月3日），尚书右仆射元罗出任东道大使，与副大使征东将军、光祿勳元欣一起巡视各地，升降官员的官职，先施行后报告。当时通直散骑常侍高邕与弟弟们率领流民在齐州平原郡起兵，屡次击败州军，魏孝庄帝元子攸诏令元欣前往喻示旨意，高乾邕才投降。永安元年九月己巳（528年10月13日），征东将军、齐州刺史元欣被封为沛郡王，食邑一千户。永安三年（529年），元颢进入洛阳后，北魏黄河以南的州郡大多归附了他。元欣召集文武官员商议何去何从，元欣说：“北海王元颢和长乐王元子攸都是我的堂兄弟，现在皇位并未落入外人之手，我打算接受元颢的赦免，诸位认为如何？”在座的文武官员无不大惊失色。只有军司崔光韶高声说：“元颢受南梁节制，向本朝发兵，拔起树根塞住水源来资助仇敌，这样的乱臣贼子当代没人比的上。难道仅是因为大王您一家的事情而对他切齿痛恨，下官等人都受朝廷的恩典，不敢服从元颢。”长史崔景茂、前任瀛州刺史张烈、前任郢州刺史房叔祖、征士张僧皓等人都说：“军司的意见对。”元欣就杀了元颢派来的使者。
普泰元年三月癸酉（531年4月5日），特进、车骑大将军、沛郡王元欣出任太傅、司州牧，改封淮阳王。太昌元年五月丙申（532年6月21日），太傅、淮阳王元欣升任太师，封沛郡王。太昌元年九月癸丑（532年11月5日），元欣被改封为广陵王。永熙二年七月壬辰（533年8月11日），元欣出任大司马、侍中，开府。永熙三年五月丙申（534年6月11日），魏孝武帝元修任命使持节、侍中、大司马、开府、司州牧、广陵王元欣出任左军大都督。
魏孝武帝西入关中后，元欣前往投奔西魏都督李延孙，在李延孙的帮助护卫下抵达长安。元欣在西魏宗室中受到的礼遇最高，自广平王元赞等各王，受到的待遇都在元欣之下。大统元年正月甲子（535年3月6日），元欣出任太傅，又录尚书事。大统三年（537年）五月，广陵王元欣出任太宰。元欣又和扶风王元孚、录尚书事念贤等人同时担任正直侍中。元欣又出任中军大都督。大统十四年（548年）五月，元欣出任太傅。魏文帝元宝炬对元欣说：“王三度出任太傅，两次担任太师，从古至今的大臣，没听说过这样的例子。”元欣谦让辞谢而已。元欣之后又出任司徒，在魏恭帝拓跋廓初年升任大丞相。元欣只是因身为宗室而位列八柱国，周旋于宫廷并不领兵，去世后谥号容。元欣喜好经营产业，进行了许多栽培，京城著名的水果都出自元欣的果园，但是元欣引荐的人和自己的属官都不是有德行的人，被世人所鄙视。

## 八柱国的身份
中央研究院历史语言研究所研究员毛汉光指出，元欣拜柱国大将军完全是安抚北魏宗室之意，《北史》和《魏书》虽然记载元欣“性粗率，好鹰犬……好营产业，多所树艺，京师名果，皆出其园。所汲引及僚佐，咸非长者，为世所鄙。”但在肃宗初（516年左右）元欣为北中郎将，此职务是戍守大洛阳地区之北大门，需实际统领部队，元欣又曾任荆州刺史、齐州刺史，“欣在二州，颇得人和”，且当魏孝武帝与高欢决裂时，元欣任洛阳地区包围战的“左军大都督”。元欣在长安期间修葺林园，僚佐不才，正是历史上忧谗畏讥、明哲保身的一贯作法，甚至被调侃：“‘王三为太傅，再为太师，自古人臣，未闻此例。’欣逊谢而已。”元欣“从容禁闱”，没有实际军权，或许可以从官职上看出，在《周书》卷十六卷末的记载之中，其他六个柱国大将军、十二大将军的官职之中，都有“大都督”之衔，惟独元欣没有，按大都督是府兵前期的重要督将，实际统军者都有各种“都督”之衔，《周书》列传中极为常见。元欣无“大都督”之衔似不应是《周书》之忽略记载。

## 家庭

### 兄弟姐妹
- 元恭，魏节闵帝
- 元永业，东魏金紫光禄大夫、高密王
- 元氏，嫁孟氏[38][39]

### 儿子
- 元孝遵，北周使持节、骠骑大将军、开府仪同三司、尚书左仆射

### 孙子
- 元岩，隋朝给事黄门侍郎、龙涸县公